# 仁愛圓環

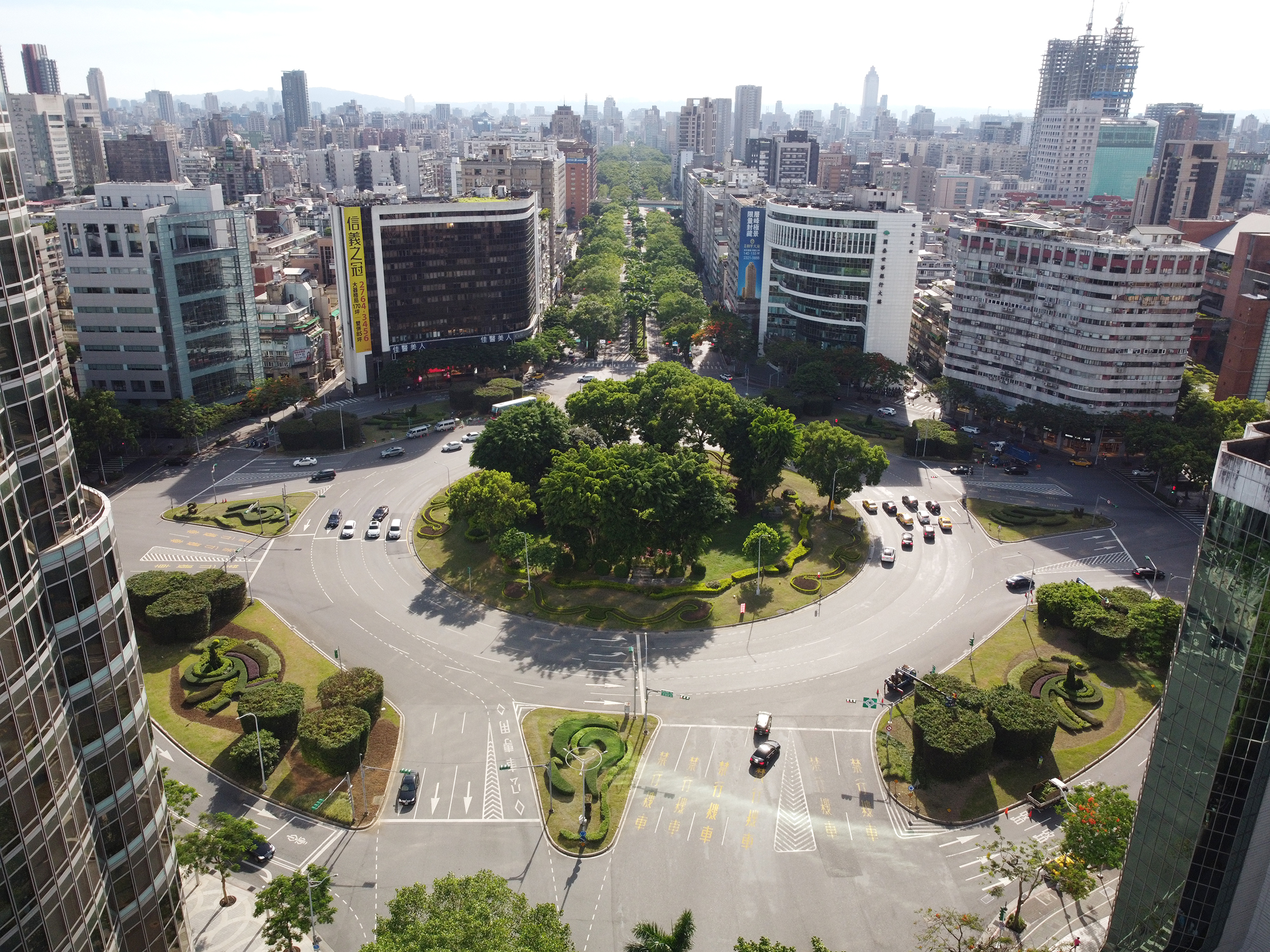
航拍仁愛圓環（2020年）

仁愛圓環，是台灣台北市僅有的幾個圓環之一，位於大安區仁愛路及敦化南路交叉口。圓環圍繞著種植鳳凰木，中心種植4棵加羅林魚木為台北地標「台電魚木」的後代，由台北市政府工務局公園路燈工程管理處採取枝條扦插繁殖而得。
圓環東向為仁愛路四段雙行道、西向為仁愛路四段單行道，南北向為敦化南路一、二段，兩條主要幹道皆實施快慢車道分流，圓環內側禁止行駛普通重型機車，使得汽機車行駛動線交織複雜，極其容易發生交通事故。
主管單位台北市政府警察局大安分局於2019年公布統計，該交會處在2018年共發生223起交通事故，將近90%的肇事原因為變換車道不當、轉彎未依規定、未注意車前狀況、未依規定讓車、未保持安全距離等。